# Velika loža britanske masonerije u Njemačkoj
Velika loža britanske masonerije u Njemačkoj (engl. Grand Lodge of British Freemasonry in Germany), skraćeno GL BFG, jedna je od pet velikih loža koje čine Ujedinjene velike lože Njemačke, regularnu veliku ložu u Njemačkoj. Formirali su je britanski slobodni zidari koji su služili u Saveznički okupiranoj Njemačkoj.

## Povijest
U početku je formiran britanski distrikt pod Ujedinjenom velikom ložom Njemačke 1957. godine a tri godine kasnije utemeljena Pokrajinska velika loža britanskih slobodnih zidara u Njemačkoj (Provincial Grand Lodge of British Freemasons in Germany). Potom je 1970. godine postala samostalna pokrajinska velika loža i ravnopravan partner unutar Ujedinjenih velikih loža Njemačke, a godinu dana kasnije promijenila je naziv u Državna velika loža britanskih slobodnih zidara u Njemačkoj. Riječ "državna" je izbrisana 1980. godine što je stvorilo naziv Velika loža britanskih slobodnih zidara u Njemačkoj (Grand Lodge of British Freemasons in Germany). Godine 2022. ponovo je pomjenjen naziv u Velika loža britanske masonerije u Njemačkoj. 

## Ustroj
Sjedište Velike lože britanske masonerije u Njemačkoj je u Münchenu, Bavarska.

### Lože
U lipnju 2025. godine pod zaštitom ove velike lože radi 19 loža, i to po dvije u Berlinu, Hamburgu, Herfordu i Münsteru te po jedna u Osnabrücku, Celleu, Mönchengladbachu, Soestu, Bonnu, Düsseldorfu, Hannoveru, Paderbornu, Münchenu i Frankfurtu na Majni.
- Loža "Novi Albion" (New Albion Lodge) br. 841, Hamburg – nosi naziv po Albionu.
- Loža "Saska" (Saxony Lodge) br. 842, Celle[5] – nosi naziv po pokrajini Saska.
- Loža "Britanija" (Britannia Lodge) br. 843, Herford[6] – nosi naziv po Britaniji, nacionalnom utjelovljenju Britanije kao žene ratnice s kacigom koja drži trozubac i štit.
- Loža "Feniks" (Phoenix Lodge) br. 847, Berlin[7] – nosi naziv po mitološkom biću feniks.
- Loža "Anglo-hanzeatska" (Anglo Hanseatic Lodge) br. 850, Hamburg – nosi naziv po Engleskoj i Hanzi.
- Loža "Zvijezda Saska" (Star of Saxony Lodge) br. 853, Mönchengladbach[8] – nosi naziv po pokrajini Saska.
- Loža "Ključevi Münstera" (Keys of Münster Lodge) br. 881, Münster[9]
- Loža "Dabar" (Beaver Lodge) br. 885, Soest – nosi naziv po životinji dabru.
- Loža "Dorska" (Doric Lodge) br. 886, Osnabrück[10] – nosi naziv po dorskom redu.
- Loža "Veza prijateljstva" (Bond of Friendship Lodge) br. 890, Bonn[11]
- Loža "Donja Rajna" (Niederrhein Lodge) br. 892, Düsseldorf[12] – nosi naziv po regiji Donja Rajna.
- Loža "Mindenska ruža" (Rose of Minden Lodge) br. 918, Herford[13]
- Loža "Most zajedništva" (Bridge of Fellowship Lodge) br. 929, Hannover
- Loža "Neuhaus" (Lodge Neuhaus) br. 946, Paderborn[14]
- Loža "Južna zvijezda" (Southern Star Lodge) br. 1025, München[15]
- Loža "Čičak i saltir" (Thistle & Saltire Lodge) br. 1040, Berlin i Osnabrück[16] – nosi naziv po čičku i saltiru.
- Loža "Kurt Tucholsky" (Kurt Tucholsky Lodge) br. 1060, Münster[17] – nosi naziv po književniku Kurtu Tucholskom.
- Loža "Hiramova Braća" (Brothers of Hiram Lodge) br. 1101, Herford[18]
- Loža "Korintska" (Corinthian Lodge) br. 1111, Frankfurt na Majni[19] – nosi naziv po grčkom gradu Korintu.

### Međunarodna suradnja
Preko Ujedinjenih velikih loža Njemačke ova velika loža sudjeluje u radu Svjetske konferencije regularnih masonskih velikih loža.

### Obred
Velika loža britanske masonerije u Njemačkoj upravlja simboličkim stupnjevima plave lože (učenik, pomoćnik i majstor) i delegira upravljanje visokim stupnjevima na dodatna tijela i redove. Primarni obred ove velike lože je Emulacijski obred i to je izvorni obred svih loža.

## Pridružena tijela i redovi
Upravljanje visokim stupnjevima ova velika loža provodi u pridruženim tijelima i redovima, od kojih svaki predstavlja po jedan obred i na temelju potpisanih konkordata. Ova tijela i redovi su:
- Vrhovni veliki kapitel britanske masonerije Kraljevskog luka u Njemačkoj (Supreme Grand Chapter of British Royal Arch Masonry in Germany) – nadležan za rad svetog kraljevskog luka;[20]
- Veliki priorat Ujedinjenih vjerskih, vojnih i masonskih redova Hrama i svetog Ivana od Jeruzalema, Palestine, Rodosa i Malte u Njemačkoj (Großpriorat der Vereinigten religiösen, militärischen und freimaurerischen Orden des Tempels und des heiligen Johannes von Jerusalem, Palästina, Rhodos und Malta in Deutschland) – nadležno za rad vitezova templara i vitezova Malte.[21][22]
- Velika imperijalna konklava za Njemačku Slobodnozidarskog i vojnog reda crvenog križa cara Konstatina redova svetog Groba i svetog Ivana Evanđelista (Imperiales Großkonklave von Deutschland der Freimaurerische und Militärische Orden vom Roten Kreuz Konstantins und die Orden vom Heiligen Grabe und von St. Johannes dem Evangelisten) – nadležna za rad crvenog križa cara Konstatina;[23]
- Pridružena tijela i redovi koji imaju svoje jedinice u Njemačkoj : 
  -  Pokrajinska velika loža majstora masona znaka u Njemačkoj i Časno bratstvo mornara kraljevske arke (District Großloge der Mark Meister Maurer in Deutschland) – nadležna za rad majstora znaka i mornara kraljevske arke;[24][25]
  -  Njemački disktrikt Svećenika vitezova templara Svetog kraljevskog luka i Reda svete mudrosti – nadležno za rad svećenika vitezova templara svetog kraljevskog luka kao i svete mudrosti.[26]

## Vanjske poveznice
- Službena stranica
- GL BFG na freimaurer-wiki.de